# جون بايروم
جون بايروم (بالإنجليزية: John Byrum)‏ هو كاتب سيناريو ومخرج أمريكي، ولد في 14 مارس 1947 في وينتكا في الولايات المتحدة.

## وصلات خارجية
- جون بايروم على موقع IMDb (الإنجليزية)
- جون بايروم على موقع ألو سيني (الفرنسية)
- جون بايروم على موقع أول موفي (الإنجليزية)
- جون بايروم على موقع قاعدة بيانات الأفلام السويدية (السويدية)
- جون بايروم على موقع قاعدة بيانات الفيلم (الإنجليزية)
- جون بايروم على موقع كينوبويسك (الروسية)